# 省
省經常是一個国家或主權國家內的一個行政区划。其英文出自古羅馬語「provincia」，指羅馬帝國在意大利以外的擁有領土之行政單位。該詞已被不少國家使用，而在個別沒有實際「省」的國家中，「the provinces」一詞則是一個指「首都以外」的隱喻用語。
部分省由殖民統治者以人為方式建立，而其他則由在地社群（帶有他們自身的民族特性）建立。對大部份國家而言，省擁有獨立於中央或聯邦政府的管治權，尤其以加拿大為甚，擁有自主權。不過在中國或法国等其他國家，「省」的意義則完全不同，他們不是獨立實體，是由中央政府劃分，且只有指定的少量自治權。

## 詞源
漢語詞匯「省」早在魏晉時期已有尚書省、中書省的用法，但是皆為中樞要官署名，該些署亦不直轄地方。到了元代後，因疆域空前遼闊，遂在地方設置行中書省，民間簡稱行省或省，省自此以後正式成為一級行政區官署名，亦通用為一級地方區劃名稱。
英语詞匯「province」於約1330年被證實，乃衍生自13世紀的古法語「province」一詞。後者出自拉丁语「provincia」，有「政務官的權力領域」之意，尤其是指一個外國領土。
其中一個誤解詞源是指該詞乃出自拉丁語「pro-」（有「代表」之意）及「vincere」（有「戰勝」或「控制」之意）。由此推論，「province」一詞可解作羅馬政務官代表其政府所掌管的一片領土或職責。事實上，該詞是一個來自公共法律（public law）的古代用語，指「一裁判官隸屬之政府部門」，而這釋義亦恰好與拉丁語「provincia」的早期用法──「基於罗马法的司法權」之一般義吻合。

## 歷史與文化

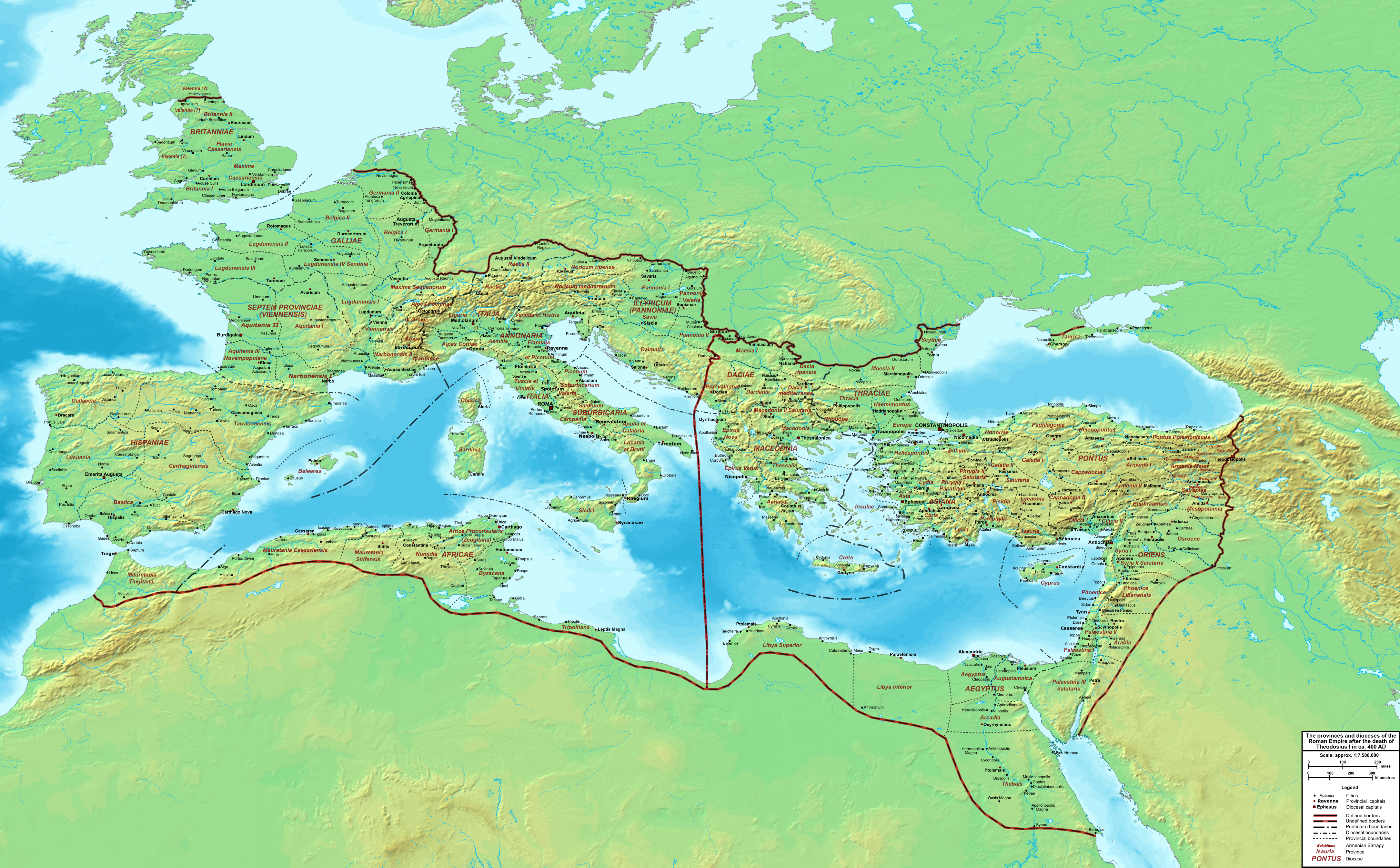
公元395年的羅馬帝國及其行政區分

「省」一詞初用於伊朗及法国，當中法語「en province」一詞當時仍指「巴黎地區以外」。相類似的詞語亦應用於秘鲁（「en provincias」，指「利馬城以外」）、墨西哥（「la provincia」，指「墨西哥城以外的土地」）、羅馬尼亞（「în provincie」，指「布加勒斯特地區以外」）、波兰（「prowincjonalny」，指「首都以外的」）、保加利亚（「в провинцията」，指「首都以外的地區」）及菲律宾（「taga-probinsiya」，指「自馬尼拉大都會以外」／「sa probinsiya」，指「首都以外」或「郊區」）。相似地，在澳洲，「provincial」指州內，但不屬於該州首府的部分。
在法國大革命之前，法國由不同管轄地區組成，部份被視作「省」，縱使該詞在口語上亦可解作細如庄园（châtellenie）的地區。然而，經常用來指「省」的法語詞匯卻是「Grands Gouvernements」，一般指舊時中世紀的封建公國，又或封建公國群。現今「en province」一語在當地媒體界逐步被廢棄，由更政治正確的「en région」一語取代，而「région」現時亦為用於表示「二級政府」的官方用語。
在意大利，「in provincia」一詞廣義指「國內最大首都以外的地方」（指罗马、米蘭、那不勒斯等）。
在英國，「省」一詞在使用上大多帶有貶義，對省級居民假定了一種刻板印象：他們的文化意識相對於那些居住於首都的人為低。
有歷史意義的歐洲省份由不少小地區（法國人稱之為「pays」，而瑞士人則稱作「cantons」）組成，各有其獨有的在地文化特式及集中於一集镇上。這種行政區劃被費爾南·布勞岱爾描繪成一種於工業化前的早期現代歐洲時期之政治單位，曾問道：「省份不正是居民真正的『祖國』嗎？」即使是中央管理、為早期民族國家之一的法國，在法国宗教战争（公元1562-1598年）期間，持續的危機加上外界壓力，最終出現一個個自治省之亂象。
北美洲的英國殖民地通常以「省」（province）為名。組成美國的十三殖民地當中，大多數（並非全部）均稱作「省」，其後於獨立之時改稱「州」（state）；而康涅狄格殖民地、特拉華殖民地、羅德島及弗吉尼亚殖民地從未使用過「省」此名。在這些地方再往北的英國殖民地，同樣對大不列顛忠誠，及後聯邦化成最初的加拿大，並保留著原有的「省」稱呼，直到現在。
對於十九及二十世紀的歷史學家而言，歐洲的中央集權政府制度是現代化和政治成熟化的象徵。二十世紀後期，歐洲聯盟將洲內的民族國家拉近，這種「向心力」看下去像是推動聯盟內的國家邁向一種更具彈性的制度，一種在歐洲聯盟的保護下，更地區化、省份式的政權實體。弗朗西斯科·弗朗哥管治下的西班牙成為了一個「自治國家」，正式上雖是中央集權，但實際上卻是以西班牙自治區聯盟形式運作，各自治區以各自的政權運作（參見西班牙政治）。

## 現今世界的「省」
在現代標準漢語語境中，「省」經常用來稱呼一個國家的第一級政治實體，但並非絕對。在阿拉伯國家中，政府的一級行政層次稱為「muhafazah」（常被譯作「省」或「行政區」）。在波兰，「województwo」與「省」均為同義，而前者在英語有時會被譯作「voviodeship」。
在歷史上，新西蘭境內曾分成多個省份，每個省份均有其省議長及省議會，而這些人與機構均有其一定程度的責任。然而，此殖民國往後並未有發展成聯邦制國家，反是於1876年廢除省份制，唯舊有的省份分界則繼續用以釐定特定公眾假日之實行。多年間，中央政府在低於國家的層面上建立數個特殊用途的專門機構，但這些機構常常傾向跟從或大致沿襲舊有的省份分界。現今的例子包括新西蘭境內的16個一級行政區劃，以及21個區域健康委員會（District Health Board）。有時候，「省」一詞用以指新西蘭的鄉村及地區部份，也就是境內部份／全部「中心區域」（奧克蘭、惠灵顿、基督城、哈密尔顿和达尼丁）地區以外的地方。

### 現代的「省」

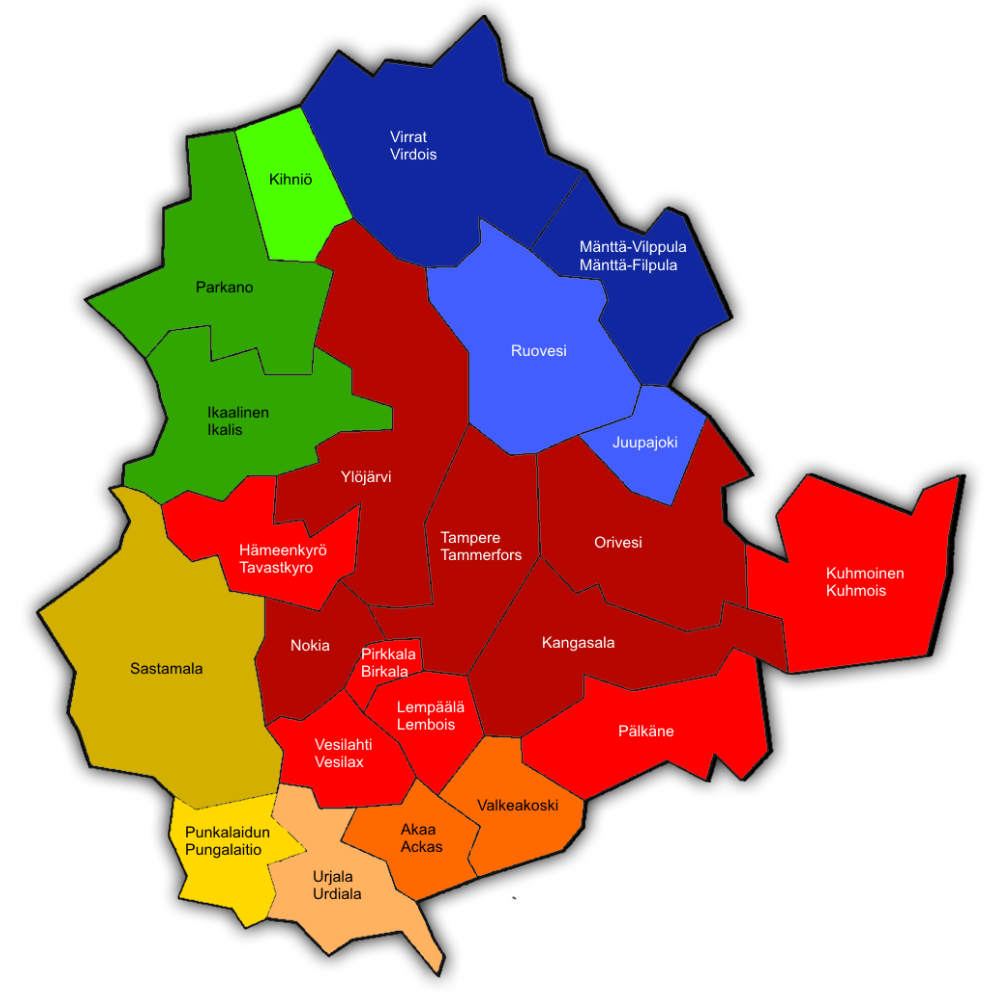
芬兰其中一個行政區（maakunta）皮尔坎马区之地圖，不同的次區以不同顏色標示。

在不少國家，「省」是在次級國家政府中一個相對小的非成分（non-constituent）層面，例如英國的郡。在中國，「省」是在單一國土中的一片地方，是主要的一級行政區，這意味著中央政府可以建立或廢除一個省、或調整省的轄域。
在部份國家中，「省」（或其他相類似的名稱）是次級國家政府的一級行政單位（如荷兰），也是一片幅員廣大的自治之地，如阿根廷、加拿大、南非及刚果民主共和国。它亦可是一個聯邦、邦聯或共和體系的組成元素。例如在美国，在未得聯邦政府同意的情況下，一個州不能從聯邦聯盟（federation Union）中退出。
在其他如比利时、智利、意大利、秘鲁、菲律宾及西班牙的國家中，「省」則是一個地区（即國內的一級行政分區）的二級行政分區。意大利的「省」以首要城鎮為名，並由多個以「市鎮」（comune）為名的行政分區組成。在智利，這些市鎮則被稱為「comuna」。智利國內有15個大區，並細分作53個省份，各由一名總統任命的省長管治。意大利共有20個大區，並分為14個廣域市及96個省。秘魯共有25個大區，並分成104個省。西班牙有17個自治區和2個自治城，並分為50個省份。
爱尔兰全島分為四個具歷史意義的省份（參見愛爾蘭省份），當中亦有細分成一個個郡。這些省份分別是康諾特省（西面）、倫斯特省（東面）、芒斯特省（南面）及阿爾斯特省（北面）。現時，這些省份只有少許甚或沒有行政權力，縱使它們有其在體育方面的重要性。
自十九世紀起，葡萄牙殖民地被視為葡萄牙的境外省份。
相似地，大英帝国的部份海外領土被冠以「省」之殖民地名稱（此乃基於一種更羅馬的意識），例如加拿大省及南澳大利亚州（後者用以區分澳大利亚其他地方的懲罰性「殖民地」）。同樣地，由於美國革命，英屬美洲的十三殖民地亦以「省」為名，如佐治亞省及新罕布什爾省。

### 加拿大
加拿大的組成部分稱為「省」。基於聯邦因素，該詞曾被用作指數個位於加拿大的英國殖民地，諸如殖民地的魁北克省。1791年，魁北克省拆分成兩個獨立的殖民地—下加拿大和上加拿大二省，及後於1841年合二為一，成為加拿大省。自從新不倫瑞克省於十八世紀自新斯科舍省獨立以來，該省又被稱作「陛下的新不倫瑞克省」（His/Her Majesty's Province of New Brunswick）。1867年加拿大联邦化後，「省」一詞仍繼續獲使用，並解作加拿大境內的地方政府。
由於加拿大是全球面積第二大的國家，國內絕大多數的省份之面積均很大—在10個省份之中，有6個省份的面積均比除俄罗斯外任何一個歐洲國家為大，當中加拿大面積最大的魁北克省—1,542,056平方（595,391平方英里）—差不多是法国面積（640,679平方（247,368平方英里））的2.5倍。加拿大五個歷史較悠久的省份—安大略省、魁北克省、新不倫瑞克省、新斯科舍省及愛德華王子島省—有採用「縣」作為行政區劃。實際的地方政府之組成可以有很大的差異，當中新不倫瑞克省更於縣內設有民事教區（civil parish）。自從1867年英属北美法令將地方政府劃為省級管䡥後，不同省份可以自由建立、廢除及重組地方政府體系，故此又被稱作「省份傀儡」（creatures of the province）。位處西部的省份相對於東部省份有更多元的行政分區種類，亦可因應意願自行建立新的分區種類。不列颠哥伦比亚省設有一種在運作上與縣相似的「地區性區域」，而曼尼托巴省及薩斯喀徹溫省則設有「城鎮自治區」、「鄉村自治區」及「特殊自治區」／「北部自治區」數類分區。艾伯塔省大部份鄉村自治區以「縣」自稱，縱使「縣」此詞於省內並無法律重要性可言，且無法用以形容這類政府之類型。
艾伯塔省政府針對當地情況，推出了一些不尋常但創新的方案。例如，舍伍德公園是斯特拉斯科納縣內一個未合併的「城市服務區」（urban service area），人口約65,465人，當地擁有加拿大西部最大的煉油能力；麦克默里堡曾為一座城市，但後期取消「城市」名號，成為伍德布法羅地區自治市內一個人口達70,964人的「城市服務區」，而該處有著數家價值達數十億元的油砂工廠；及人口達31,483人、座落於橫跨艾伯塔省與薩斯喀徹溫省邊界的城市—劳埃德明斯特。與絕大多數情況不同，勞埃德明斯特並非與邊界另一邊的省份結為姊妹城市關係，反是以單城市、單市政管理方式納入至上述二省中。由於當區居民反對聯邦政府在建立上述二省的時候將該城市一分為二，故二省透過宣佈勞埃德明斯特為二省內的一個單一城市，重新統一起來，進而繞過了聯邦邊界的限制。

### 巴基斯坦
巴基斯坦在行政上分成四個省，分別為：
- 旁遮普省
- 信德省
- 开伯尔-普什图省
- 俾路支斯坦

該國亦有兩個自治區：
- 自由克什米爾
- 吉尔吉特-巴尔蒂斯坦省

### 俄羅斯
「省」一詞有時用來指俄罗斯的歷史省份。該詞亦可指俄語「провинции」一詞，即於1719至1775年間曾出現的省份分區制度。在現代層面上，該詞常被用來指俄羅斯的州及边疆区。

### 不同地方對「省」的稱呼
| 國家                           | 當地名稱                                      | 語言                     | 數量   |
| ------------------------------ | --------------------------------------------- | ------------------------ | ------ |
| 阿富汗行政區劃                 | wilayat                                       | 普什图语、達利語         | 34     |
| 阿尔及利亚行政区划             | wilaya                                        | 阿拉伯语                 | 58     |
| 安哥拉行政區劃                 | província                                     | 葡萄牙語                 | 18     |
| 阿根廷行政区划                 | provincia                                     | 西班牙语                 | 23     |
| 亞美尼亞行政區劃               | marz                                          | 亚美尼亚语               | 11     |
| 白俄羅斯行政區劃               | oblast                                        | 白俄罗斯语               | 7      |
| 比利時行政區劃（弗拉芒大區）   | provincie                                     | 德语                     | 5      |
| 比利時行政區劃（瓦隆大區）     | province                                      | 法语                     | 5      |
| 玻利维亚行政区划               | provincia                                     | 西班牙语                 | 100    |
| 保加利亚行政区划               | oblast                                        | 保加利亚语               | 28     |
| 布基纳法索行政区划             | province                                      | 法语                     | 45     |
| 布隆迪行政区划                 | province                                      | 法语                     | 17     |
| 柬埔寨行政区划                 | khaet（ខេត្ត）                                  | 高棉语                   | 24 + 1 |
| 加拿大行政区划                 | province                                      | 英语、法语               | 10     |
| 智利行政区划                   | provincia                                     | 西班牙语                 | 54     |
| 中国行政区划                   | 省                                            | 現代標準漢語             | 22 + 1 |
| 哥斯达黎加行政区划             | provincia                                     | 西班牙语                 | 7      |
| 古巴行政区划                   | provincia                                     | 西班牙语                 | 15     |
| 刚果民主共和国行政区划         | province                                      | 法语                     | 25     |
| 多米尼加行政区划               | provincia                                     | 西班牙语                 | 33     |
| 厄瓜多爾行政區劃               | provincia                                     | 西班牙语                 | 24     |
| 赤道几内亚行政区划             | provincia                                     | 西班牙语                 | 7      |
| 斐濟行政區劃                   | yasana                                        | 斐濟語                   | 14     |
| 芬兰行政区划                   | läänit 或 län                                 | 芬兰语、瑞典語           | 6      |
| 加蓬行政区划                   | province                                      | 法语                     | 9      |
| 格鲁吉亚行政区划               | mkhare（მხარე）                               | 格鲁吉亚语、阿布哈茲語   | 12     |
| 希腊行政区划                   | επαρχία（eparchia）                           | 希腊语                   | 73     |
| 印度尼西亚行政区划             | provinsi 或 propinsi                          | 印度尼西亚语             | 34     |
| 伊朗行政区划                   | ostan                                         | 波斯语                   | 31     |
| 愛爾蘭行政區劃                 | cúige                                         | 愛爾蘭語                 | 4      |
| 意大利行政区划                 | provincia                                     | 意大利语                 | 110    |
| 哈萨克斯坦行政区划             | oblys（облыс）                                | 哈萨克语                 | 14     |
| 肯尼亚行政区划                 | province                                      | 英语                     | 8      |
| 吉尔吉斯斯坦行政区划           | oblus（облус）                                | 柯尔克孜语               | 7      |
| 老挝行政区划                   | khoueng（ແຂວງ）                               | 老挝语                   | 16     |
| 马达加斯加行政区划             | faritany                                      | 马达加斯加语             | 6      |
| 蒙古国行政区划                 | aimag 或 aymag（Аймаг）                       | 蒙古语                   | 21     |
| 莫桑比克行政区划               | província                                     | 葡萄牙語                 | 10     |
| 尼泊尔行政区划                 | pradesh 或 pranta（प्रदेश/प्रान्त）                | 尼泊尔語                 | 7      |
| 荷蘭行政區劃                   | provincie                                     | 荷蘭語                   | 12     |
| 朝鲜民主主义人民共和国行政区划 | 도                                            | 朝鮮語                   | 10     |
| 挪威行政區劃                   | provins                                       | 挪威语                   | 18     |
| 阿曼行政区划                   | wilaya                                        | 阿拉伯语                 | 62     |
| 巴基斯坦行政区划               | sûba（صوبہ）；複數形式為sûbé（صوبے）          | 乌尔都语                 | 7      |
| 巴拿馬行政區劃                 | provincia                                     | 西班牙语                 | 9      |
| 巴布亚新几内亚行政区划         | province                                      | 英语                     | 19     |
| 秘鲁行政区划                   | provincia                                     | 西班牙语                 | 195    |
| 菲律宾行政区划                 | lalawigan 或 probinsya、provincia、province   | 菲律賓語、西班牙语、英语 | 81     |
| 罗马尼亚行政区划               | provincii                                     | 羅馬尼亞語               | 41     |
| 卢旺达行政区划                 | intara                                        | 卢旺达语                 | 5      |
| 沙特阿拉伯行政区划             | mintaqah                                      | 阿拉伯语                 | 13     |
| 塞拉利昂行政区划               | province                                      | 英语                     | 4      |
| 所罗门群岛行政区划             | province                                      | 英语                     | 9      |
| 南非行政区划                   | province                                      | 英语                     | 9      |
| 韩国行政区划                   | 도／道                                        | 朝鮮語                   | 10     |
| 西班牙行政區劃                 | provincia                                     | 西班牙语                 | 3      |
| 斯里兰卡行政区划               | palaatha（පළාත）、maahaanam（மாகாணம்）            | 僧伽罗语、泰米尔语       | 9      |
| 苏里南行政区划                 | provincie                                     | 荷蘭語                   | 10     |
| 塔吉克斯坦行政区划             | viloyat（вилоят），衍生自阿拉伯语「wilaya」   | 塔吉克语                 | 3      |
| 泰國行政區劃                   | changwat（จังหวัด）                             | 泰语                     | 76 + 1 |
| 汤加行政区划                   | administrative division                       | 英语                     | 5      |
| 土耳其行政区划                 | il                                            | 土耳其语                 | 81     |
| 土库曼斯坦行政区划             | welayat（複數作welayatlar），衍生自「wilaya」 | 土库曼语                 | 5      |
| 乌克兰行政区划                 | oblast                                        | 乌克兰语                 | 24 + 3 |
| 乌兹别克斯坦行政区划           | viloyat（複數作viloyatlar）                   | 衍生自阿拉伯语「wilaya」 | 12     |
| 瓦努阿图行政区划               | province                                      | 英语                     | 6      |
| 越南行政区划                   | tỉnh                                          | 越南语                   | 58     |
| 赞比亚行政区划                 | province                                      | 英语                     | 9      |
| 津巴布韦行政区划               | province                                      | 英语                     | 8      |

## 外部連結
- Etymology Online （页面存档备份，存于）